# Rückfällig (Film)
Rückfällig ist ein Dokumentarfilm des DEFA-Studios für Dokumentarfilme von Eduard Schreiber aus dem Jahr 1988.

## Handlung
In diesem Film werden vier Menschen vorgestellt, die alkoholabhängig wurden. Er beginnt aber mit der Einlieferung eines völlig betrunkenen Mannes, der in der Notaufnahme eines Krankenhauses abgeliefert wird. Hier kann er erst einmal die nächsten Stunden in einer Ausnüchterungszelle verbringen. Die nächste Einstellung zeigt ein Getränkegeschäft, dessen Regale mit hochprozentigen Getränken gefüllt sind und wo man in einer Menschenschlange anstehen muss, bis man bedient wird.
Ein junger Mann sitzt in einer Alkohol- und Drogenberatungsstelle und führt ein Gespräch mit der Bearbeiterin. Hier erzählt er wie er zum Alkohol kam, und wie sein bisheriges Leben verlief. Während des Gesprächs zeigt die Kamera Aufnahmen aus einem Betrieb, in dem Spirituosen abgefüllt werden. Die Vorstellung, dass er alkoholkrank sein könnte, ist ihm irgendwie fremd. Ein weiterer junger Mann erzählt auch ausführlich über seine persönliche Entwicklung und seinem Weg zum Alkohol. Er berichtet, wie er es anstellte, dass er trinken konnte, ohne einen Verdacht zu erregen. Auch hier werden Bilder eingeblendet, diesmal aus einer Kaufhalle, in deren Kassenbereichen mehrere Gitterboxpalletten, gefüllt mit Schnapsflaschen, stehen.
Das nächste Interview findet in der Wohnung eines 37 Jahre alten Diplomingenieurs statt. Er ist verheiratet und hat zwei Kinder. Auf die Frage, wie er zum Alkohol kam, kann er keine einfache Antwort geben. Es fing an, dass dieser zu Beginn der Entspannung am Abend diente, später zum Antriebsfaktor bei nicht zu lösenden betrieblichen und privaten Problemen wurde. Er bezeichnet sich selbst als ehrgeizig, ehrlich, ordentlich und hat sonst ganz normale Anlagen, wie er sagt. Während der Filmaufnahmen hatte er sich bereits vom Alkohol losgesagt.
Ein nächster junger Mann wird betrunken in der Rettungsstelle durch die Deutsche Volkspolizei eingeliefert. Der verhält sich aber nicht so ruhig wie der ältere Herr zuvor und wehrt sich lautstark gegen die Einlieferung, da er nach seiner Aussage doch nur drei Glas Sekt getrunken hat. Auch er muss die Nacht bis zum nächsten Morgen im Ausnüchterungsraum verbringen.
Die vierte Alkoholabhängige, eine ehemalige Qualitätskontrolleurin, arbeitet im Abwasch einer Großküche. Ihren Beruf musste sie wegen ihrer Abhängigkeit aufgeben. Sie erzählt offen, wie auch die drei anderen, über ihre berufliche und private Entwicklung und die Gründe, die sie zum Alkohol brachten. Sie sieht aber ein, dass man mit Alkohol nicht die Sorgen und Probleme beseitigen kann. Und wiederum folgt eine Einblendung, wie in Folien verpackte Wodka-Flaschen auf einem Förderband zum Versand gebracht werden.
Zum Abschluss der Dreharbeiten waren bereits drei der vorgestellten Personen wieder dem Alkohol verfallen. Nur der Diplomingenieur war noch abstinent. Der Film zeigt, dass das Problem in allen Altersklassen und Schichten sowie bei beiden Geschlechtern existiert. Ein jeder Mensch ist potentiell gefährdet und die Nahestehenden sollten die Anzeichen eines Trinkers nicht übersehen. Vor allen Dingen muss man die Abhängigkeit als Krankheit verstehen.

## Produktion und Veröffentlichung
Rückfällig ist ein Schwarzweißfilm, den Eduard Schreiber mit der Künstlerischen Arbeitsgruppe (KAG) effekt unter dem Arbeitstitel Alltag u. a. in der Spezialklinik für Psychiatrie und Neurologie „Wilhelm Griesinger“ Berlin-Biesdorf und in der Rettungsstelle der Charité in Berlin, die der Humboldt-Universität zu Berlin angegliedert ist, drehte.
Die erste nachgewiesene Aufführung des Films erfolgte im Oktober 1988 während des 11. Nationalen Dokumentar- und Kurzfilmfestivals in Neubrandenburg. Die erste Aufführung in der Bundesrepublik fand im März 1989 während der 5. Tage des unabhängigen Films in Augsburg statt. Als Anlaufdatum in den Kinos wird der 21. März 1989 angegeben.
Der Film erschien 2019 zusammen mit sechs weiteren filmischen Arbeiten von Eduard Schreiber in der Edition Eduard Schreiber – Essayfilmer der DEFA bei Absolut Medien auf DVD.